# Собеская, Катажина
Катажина Собеская (пол. Katarzyna Sobieska; 7 января 1634, Злочев (теперь Золочев (Львовская область) Украина — 29 сентября 1694, Варшава) — единственная достигшая зрелого возраста сестра короля польского и великого князя литовского Яна III Собеского.

## Биография
Происходила из шляхетского магнатского рода герба Янина. Вскоре после её рождения родители — отец Якуб Собеский, краковский каштелян и мать София Теофила, наследница рода Данилевичей поселились в унаследованных владениях прадеда, Станислава Жолкевского, в замке в городе Жолква. Воспитанием Катажины занималась мать, светское образование дочери во многом заменялось духовным, поэтому классического образования она не получила, кроме польского, не знала никаких других языков, научилась лишь читать. Родители готовили дочь к монастырской жизни, чему помешала смерть отца в 1646 г.
Мать решила выдать Катажину замуж. Несмотря на протесты дочери, в феврале 1650 года состоялся её брак с князем Владиславом Домиником Заславским-Острожским, потомком рода Острожских, который был старше невесты почти на 20 лет. Свадьба происходила, по-видимому, в атмосфере общественного скандала, так как Катажина уже 6 марта того же года родила сына.
После преждевременной смерти мужа (1656) пошла под венец вторично 13 июня 1658 году. Вторым её супругом стал Михаил Казимир Радзивилл, в то время подчаший Великого княжества Литовского, будущий подканцлер и Польный гетман литовский. С тех пор, судьба Катажины была тесно связана с публичной деятельностью мужа и брата.
Она приняла участие в торжествах, посвященных коронациям Михаила Вишневецкого Корибута (1669) и брата Яна III (1674). Затем, вместе с мужем совершила поездку в Италию (1677—1678), посетила Венецию, Лорето и Рим, а на обратном пути — Вену.
Муж Катажины М. К. Радзивилл умер в 1680 году. Проживала попеременно в Варшаве, Жолкве и Яворове.
15 мая 1685 года Катажына Радзивилл обратилась с письмом-предписанием к администратору Мирского графства Станиславу Гротовскому по вопросу обеспечения евреев от насилия администратора в отправлении ярмарок и привлечении их к своему суду. В письме она указала свой следующий титул: «Катажына из Собесских Радзивилл, княгиня на Олыке и Несвиже — подканцелериня и гетмановая ВКЛ, Перемышльская, Члуховская, Рабстунская, Ниринская, Острская, Кричевская, Каменецкая, Гулбинская и проч. старостина».
В 1691 оставила королевский двор. Была очень набожной, делала много ценных пожертвований монастырям, костёлам и другим благотворительным институциям (в основном, в Бяла-Подляска), избегая при этом публичности. Особым её попечительством был Несвиж. Местному иезуитскому костёлу она подарила 40 тысяч злотых. А похороненным в его подвалах (родовой усыпальнице Радзивиллов) заказала изготовить медные гробы с серебряными табличками на них. Во время жизни её называли «мудрой Катажиной», и брат — король в наиболее серьёзных моментах, часто обращался к ней за советом.
Катажина умерла в Варшаве 29 сентября 1694 (из—за болезни печени) и была похоронена в подвале иезуитского костёла в Несвиже.

## Дети
От первого брака имела двух детей: Александра Януша Заславского и Теофилу Людвику Заславскую.
От второго: Теклу Аделу, Яна и Людовика (умерших в детстве), Николая Франциска, Богуслава Христофора, Ежи Иосифа и Кароля Станислава Радзивилов.